# Gypsophila acantholimoides
Gypsophila acantholimoides là loài thực vật có hoa thuộc họ Cẩm chướng. Loài này được Bornm. mô tả khoa học đầu tiên năm 1908.